# Holocryptis albida
Holocryptis albida là một loài bướm đêm trong họ Noctuidae.